# Пойнт Плезант (телесеріал)
«Пойнт Плезант» (англ. Point Pleasant) - телевізійний серіал виробництва США, що дебютував в американській телевізійній мережі Fox Network у січні 2005 року. Він був скасований у березні того ж року через поганий рейтинг. «Пойнт Плезант» з'явився на телебаченні як і багато інших, незабаром знятих серіалів, після зняття з ефіру т/с «Поклик Тру» (до речі, «Пойнт Плезант» отримав зелене світло всього через три дні після припинення показу «Поклику Тру». Було знято 13 епізодів, але через погані рейтинги Fox Network випустило в ефір лише епізоди 1-8 у Сполучених Штатах, епізоди 9-11 були показані у Швеції, останні - з'явилися в Новій Зеландії в будні дні в середині 2007 року. Всі епізоди були показані в телевізійному ефірі Голландії в 2008 році (останні два епізоди включені в реліз DVD, при цьому велика частина музики, яка фігурує у «Пойнт Плезанті», була замінена через проблеми з ліцензуванням). В Україні серіал демонструвався телеканалом «Новий канал».
Виконавчим продюсером шоу виступив Марті Ноксон, який працював у тісному контакті з Джоссом Уедоном протягом декількох сезонів т/с «Баффі - винищувачка вампірів». З цієї причини спочатку «Пойнт Плезант» звернув на себе увагу багатьох шанувальників «Баффі», проте рейтинг швидко знизився через аромат «мильної опери», що поставило шоу на одну сходинку з такими т/с як «Район Мелроуз». Падіння аудиторії, в кінцевому підсумку, призвело до скасування шоу. 
Прихильники вказують на готичні тони шоу, його містичний характер, тонке використання спецефектів і великий потенціал загальної сюжетної лінії, яку практично викинули на повітря. Сюжет підкреслив головну рису серіалу - людську жорстокість по відношенню один до одного як первинну причину зла.

## Сюжет
Існування маленького приморського містечка Пойнт Плезант, штат Нью-Джерсі, змінюється назавжди, коли молоду дівчинку-підлітка на ім'я Крістін Ніксон рятує з океану місцевий рятувальник Джессі Паркер. Вона потрапляє до будинку місцевого доктора Бена Крамера.
Крамерам, включаючи дружину Бена Мег і дочка Джуді, Христина відразу сподобалася, і вони запросили її залишитися з ними, оскільки вона шукає ключі до свого минулого і намагається знайти свою матір, уродженку Пойнт Плезанта, яку вона ніколи не знала.
Христина не усвідомлює той ефект, здібності, якими вона впливає на жителів міста; її присутність пробуджує придушувані почуття, відкриває секретні бажання і підсилює емоції.
Напружені відносини спалахують між Джессі, якого нез'ясовно притягує до Крістіни, і її найкращим другом Террі, який таємно любить подругу Джессі Полу. Мати Поли намагається відновити свої відносини з доктором Крамером.
Крім того, починають спливати на поверхню давно поховані таємниці батьків Джессі, капітана поліції Логана і богобоязливої Сари, особливо коли приїжджає таємничий і харизматичний Лукас Бойд.

## Критика
На сайті Кінопошук.ру рейтинг склав 7.7 з 10 станом на квітень 2011.

## Цікаві факти
- Вигаданий Пойнт Плезант мало схожий на реальне місто в Нью-Джерсі. Місто, яке було показано в серіалі, знаходиться біля Пойнт Плезанта також у штаті Нью-Джерсі - Сісайд Хейтс. Ця обставина протягом довгого часу була предметом суперечки з багатьма місцевими жителями.
- Виконавчий продюсер і співавтор Марті Ноксон дозволив декілька з'єднань з т/с «Баффі - переможниця вампірів», включаючи Адама Буша, котрий зіграв роль Уес. Вони раніше працювали разом над Баффі, де той був сценаристом і продюсером.